# Половинкин, Юрий Юрьевич
Юрий Юрьевич Половинкин (род. 12 июля 2003) — российский футболист, защитник.

## Карьера
Воспитанник краснодарской футбольной школы «Академия Кубань». В марте 2023 года на правах арендного соглашения присоединился к белорусскому «Витебску». Дебютировал за клуб 12 марта 2023 года в четвертьфинальном матче Кубка Беларуси против гродненского «Немана», выйдя на замену на 91 минуте. Первый матч в чемпионате сыграл 14 мая 2023 года против гомельского «Локомотива», выйдя на замену на 30 минуте. По итогу сезона вместе с клубом стал бронзовым призёром чемпионата, отправившись в стыковые матчи за право на повышение в элитный дивизион, где победили минский «Энергетик-БГУ». Новый сезон начал 17 марта 2024 года с четвертьфинального матча Кубка Беларуси против «Ислочи», выйдя на поле в стартовом составе. Дебютный матч в чемпионате сыграл 17 марта 2024 года против солигорского «Шахтёра», выйдя на поле в стартовом составе. Однако в скором времени футболист получил серьёзную травму, от которой так и не смог восстановиться, в последствии покинув витебский клуб.